# Walter Hirsch
Walter Hirsch, född 12 april 1935 i Leningrad, Sovjetunionen, (från 1991 Sankt Petersburg), död 2 april 2012 i Sofia församling i Stockholm, var en svensk fotograf.
Större delen av sin karriär arbetade Hirsch som frilansfotograf och mest känd blev han för sina nakenstudier och sitt arbete med att fånga rörelse på bild. Hans genombrott som fotograf kom 1967 med bildserien Midsommar där han helt enkelt fotodokumenterat sina kompisars midsommarfirande. 1968 ställde han ut på Moderna Museet och blev därmed den första fotograf som fått en egen separatutställning där. Hirsch tog även fotot till den kända filmaffishen till Roy Anderssons film En kärlekshistoria.
Walter Hirschs far var jude som flydde från Tyskland till Sovjet, där Walter föddes. Efter ett par år kom de till Sverige. Som barn drabbades Hirsch av polio och mot slutet av sitt liv fick han så kallat postpoliosyndrom, vilket innebar att han blev rullstolsburen. I samband med det blev han uppmärksammad för sitt arbete med Funkis, en modellagentur där samtliga modeller har funktionsnedsättningar.
Hirsch hade statlig inkomstgaranti för konstnärer och finns representerad vid Röhsska museetoch Moderna Museet.